# NGC 3070
NGC 3070 је елиптична галаксија у сазвежђу Лав која се налази на NGC листи објеката дубоког неба.
Деклинација објекта је + 10° 21' 37" а ректасцензија 9h 58m 6,9s. Привидна величина (магнитуда) објекта NGC 3070 износи 12,2 а фотографска магнитуда 13,2. Налази се на удаљености од 49,062 милиона парсека од Сунца. NGC 3070 је још познат и под ознакама UGC 5350, MCG 2-26-6, CGCG 64-11, PGC 28796.